# Arbor Low

Sito di Arbor Low.

Arbor Low è un monumento neolitico costituito da un fossato sacro con al centro un cerchio di pietre (Inglese: henge monument) sito nel Peak District, Derbyshire, Inghilterra. Il monumento fu realizzato su un altipiano a 375 metri sopra il livello del mare, in una zona di aride brughiere. Il sito è di proprietà privata, accessibile attraverso la cortesia del proprietario, ed è gestito dalla Peak District National Park Authority.

## Descrizione
Arbor Low consiste in circa 50 grandi blocchi di calcare, estratti da un sito locale, che formano un perimetro con forma ovale, con monoliti posti alle entrate e, probabilmente, un portale in pietra posto all'ingresso sud. Si nota anche un grande fosso verso l'ingresso nord, che forse conteneva una pietra. Alcuni dei massi sono rotti e probabilmente erano connessi insieme, perciò in origine il sito fu realizzato solo con 41 o 43 massi. L'altezza media delle rocce varia da 1,6 a 2,1 metri, mentre i monoliti posti all'ingresso vanno da 2,6 a 2,9 metri di altezza.
Nel centro vi sono sette blocchi più piccoli, disposti sul terreno a formare una specie di arco.
Solo un masso è rimasto parzialmente in piedi, tutti gli altri giacciono a terra; sul fatto che le pietre siano oggi quasi tutte crollate si hanno due ipotesi: la prima accuserebbe dei cristiani troppo zelanti, i quali abbatterono il monumento ritenendolo pagano, la seconda attribuisce lo stato attuale del sito al semplice passare del tempo. Alcuni pensano che i massi non siano mai stati eretti e, pertanto, il monumento sarebbe incompiuto.
Il cerchio di pietre è contornato da un banco di terra ellittico, largo circa da 90 a 85 metri e alto 2 metri, con un fossato circostante profondo circa 2 metri e tra 7 e 10 metri di larghezza. Ci sono due ingressi che attraversano sia il fossato che il terrapieno; uno in direzione nord-ovest di 9 metri di larghezza e uno posto a sud-sud-est largo 6 metri. All'interno si trova la piattaforma principale di dimensioni 52x40 metri circa.

## Resti umani
Resti scheletrici umani sono stati scoperti in prossimità dell'arco centrale interno al cerchio. durante gli scavi eseguiti tra il 1901 e 1902.

## Paesaggio circostante
Un grande terrapieno fu costruito successivamente a est di Arbor Low utilizzando il materiale prelevato dal banco di terra. Fu scavato nel 1845 e fu rinvenuta una sepoltura a cremazione e altri reperti ora preservati nel Museo della città di Sheffield. Arbor Low fa parte di un antico complesso di monumenti; infatti è collegato al tumulo risalente all'età del bronzo di Gib Hill sito a 320 metri di distanza.

## Costruzione e di utilizzo
Il fossato, il terrapieno e i due ingressi furono realizzati nel tardo neolitico, mentre le pietre vennero poste in situ successivamente, un po' prima del 2000 a.C. Sembra che il sito sia stato utilizzato fino alla fine dell'età del bronzo, fino a quando, cioè, il terrapieno esterno fu utilizzato come cava di terra per la realizzazione del tumulo di Gib Hill.